# ناتاشا خيمينيز
ناتاشا خيمينيز (بالإسبانية: Natasha Jiménez)‏ هي ناشِطة كوستاريكية، (ولدت في كوستاريكا القرن 20  م).